# Narevské vodopády
Narevské či Narvské vodopády (estonsky Narva juga či Narva kosk, rusky Нарвские водопады) jsou dvouramenné vodopády na řece Narva mezi ruským městem Ivangorod a estonským městem Narva. Ostrov Kreenholm rozděluje řeku a vodopád na východní a západní rameno. Před zprovozněním Narevské vodní elektrárny patřily mezi nejmohutnější vodopády v Evropě.

## Geografická charakteristika
Říční síť úmoří východního Baltu se začala vytvářet po ústupu ledovce zhruba před 13 000 lety. Vodním tokům stály v cestě glaciální nánosy ležící na prvohorních sedimentech. Přirozené vodní cesty se v této oblasti skládají z množství jezer, vzniklých zaplavením čtvrtohorních prohlubní, spojených vodními toky překonávajícími morénové valy často ve formě prudkého toku či peřejí.  V místech, kde se tekoucí voda setkává s temenem prvohorní plošiny, jejíž hranice na březích Baltu a jezer se nazývá Baltsko-ladožská terasa (Baltský klint), vznikají často kolmé vodní stupně. Z těchto důvodů je Estonsko přes plochý reliéf a průměrnou nadmořskou výšku 50 m zemí bohatou na vodopády. Výška ledovcového nánosu, stejně jako výška vrstvy prvohorního sedimentu, její odolnost vůči vodní i mrazové erozi a případná přítomnost tektonických poruch pak rozhodují o tom, jestli vodopád překonává jedinou prvohorní vrstvu v širokém průřezu (vodopády Jägala, Keila), či více vrstev v užším kaňonu. Nejvyšší estonský katarakt, 30 m vysoký Valastský vodopád, překonává na baltském pobřeží dokonce téměř celou nadmořskou terasu.
Typickým představitelem říčního systému úmoří východního Baltu je největší estonská řeka Narva. V povodí se nachází velké množství jezer, z nichž jezero Pskovsko-čudské přesahuje v ploše 3 500 km². Na většině toku je její tok rychlý s častými peřejemi. Vodopád, kterým řeka po svém vzniku po ústupu ledovce ústila do Baltu, se za 13 000 let posunul 13 km do vnitrozemí.

## Popis
Narevské vodopády byly zhruba před pěti sty lety rozděleny do dvou ramen s poměrem průtočnosti 6:4 (východní:západní). Levé západní rameno je nazýváno Kreenholmské a obsahuje 60 m široké a 6,5 m vysoké Kreenholmské vodopády. Pravé východní rameno je nazýváno Joala a stejný název nesou i vodopády široké 110 m o výšce 6,5 m. Ramenem Joala vede od roku 1990 rusko-estonská hranice. Do zprovoznění Narevské vodní elektrárny v roce 1956 protékaly vodopádem Joala průměrně 240 m³/s a vodopádem Kreenholm 160 m³/s .
Od roku 1956 se v obou korytech objevuje voda pouze v případě, že odtok z Narevské přehradní nádrže přesahuje hltnosti turbín Narevské vodní elektrárny, což je pravidelně při odchodu jarních sněhových vod, nejčastěji v dubnu. Často se lze setkat s hodnocením vodopádů jako nejvodnatějších či nejmohutnějších v Evropě do roku 1956. Následující tabulka ukazuje porovnání základních hodnotících veličin s hodnotami Rýnských vodopádů.
|                  | Narevské vodopády | Rýnské vodopády |
| ---------------- | ----------------- | --------------- |
| šířka            | 170 m             | 150 m           |
| celková výška    | 6,5 m             | 23 m            |
| kolmý stupeň     | 6 m               | 12 m            |
| průměrný průtok  | 399 m3/s          | 380 m3/s        |
| maximální průtok | 2 000 m3/s        | 1250 m3/s       |
| průměrný výkon   | 24 MW             | 87 MW           |

Průměrný průtok je skutečně nepatrně vyšší. Průtoky jsou v obou případech známy zcela přesně díky výkonům vodních elektráren v Ivangorodu a v Schaffhausenu, a výroky o Narevských vodopádech jako přirozeně nejvodnatějších vodopádech v Evropě jsou pravdivé. Mohutnost vodopádů je však subjektivní pojem, nicméně dost efektivně hodnotitelný formou součinu průtoku a spádu, tedy hodnotou hydrodynamického výkonu. V tom případě nemůžeme Narevské vodopády považovat jako přirozeně nejmohutnější v Evropě, neboť v mohutností nedosahují ani parametrů Rýnských vodopádů, ani významných vodopádů na Islandu. V celosvětovém měřítku se však vždy budou udržovat na špici vodopádů nejzajímavějších.

## Historie

### Do provozu prvních turbín
Dolní úseky velkých řek před ústím do moře byly vždy objektem zájmu obchodu, navazujícího na mořské cesty. Pokud byla splavnost ukončena zřetelně výstupem prahů či vodopádů, bylo místo pro založení obchodních osad zcela zřetelně předurčeno. Existence vodopádů na řece Narva byla důvodem pro založení osad již ve starověku. Založení města Narva na levém břehu se datuje do 13. století, kdy bylo územní součástí Dánského království. Od sídla se odvíjela říční cesta do Pskova a suchozemská cesta do Velikého Novgorodu. Řeka Narva tvořila vždy geopolitickou hranici a zejména její levobřežní povodí často měnilo vládce. Na pravém břehu vznikla pro ochranu ruských zájmů v 15. století pevnost Ivangorod. Málokterá řeka na světě se vyskytuje v souvislosti se slovem bitva tak často jako Narva, a vždy se jednalo o blízkost vodopádů. Energetické využití však bylo nezajímavé až do 19. století.

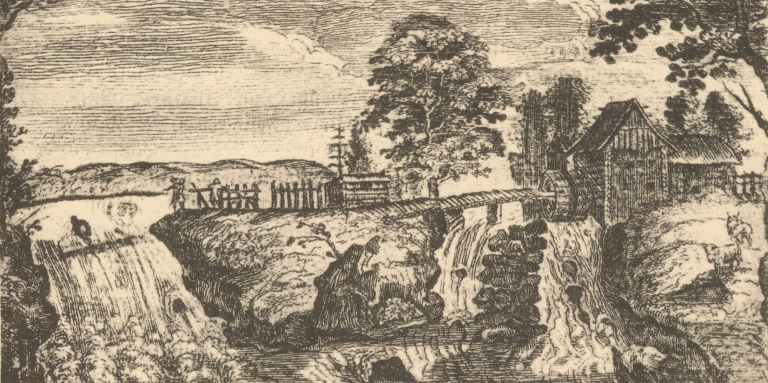
1639
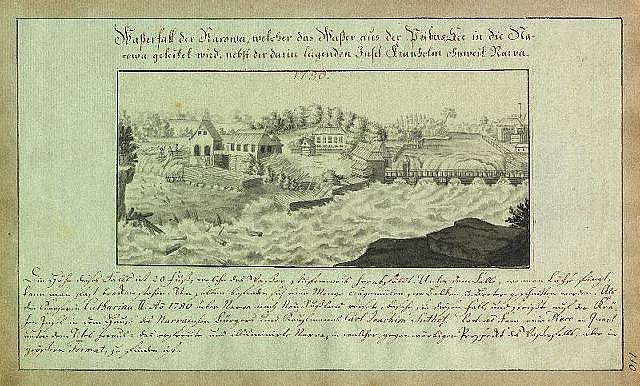
1780
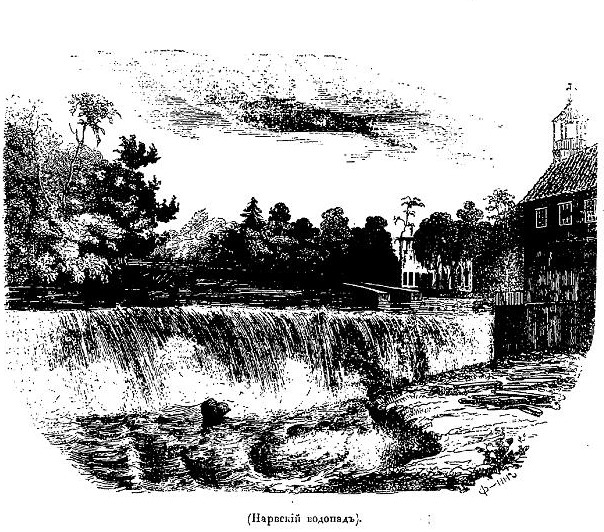
1845

Na historických obrazech nechybí most ze západního břehu k ostrovu Kreenholm v místech, kde stojí dodnes.

### Továrna na ostrově Kreenholm
Zájem o plné využití vodní síly vodopádů přinesla až průmyslová revoluce v 19. století. Ve stejné době, kdy na americkém břehu Niagáry začala řeka pohánět stroje v továrnách takzvané Mlýnské čtvrti, koupil ostrov Kreenholm, rozdělující řeku Narvu v místech vodopádů, obchodník s bavlnou Ludwig Knoop z Brém. V roce 1857 založil spolu s ruskými průmyslníky továrnu na zpracování bavlny, která se vyvinula v největší textilní továrnu v Rusku a jednu z největších na světě. V devadesátých letech 19. století v továrně pracovalo 22 000 tkalcovských stavů, jejichž pohon zajišťovala síla 11 turbín o celkovém výkonu 8 550 koňských sil. Takovému výkonu na převýšení vodopádů odpovídá odběr zhruba 100 m³/s. Tedy čtvrtina průměrného průtoku. Přes velkolepost továrny zůstaly velkolepé i vodopády.

Vznik samostatného estonského státu a změna politickoekonomického systému v Rusku po první světové válce znamenaly pro továrnu Kreenholm ztrátu ruského trhu a z ní vyplývající snížení odběru vody pro vodní výkon. V roce 1944 byla továrna těžce poškozena během bojů o Narvu a v západním korytu řeky nad vodopády se objevily krátery po 150 mm granátech. Znárodnění podniku vrátilo ostrovu Kreenholm jeho původní průmyslový význam, pro vodopády však začlenění celého povodí řeky Narvy do území Sovětské svazu znamenalo katastrofu.

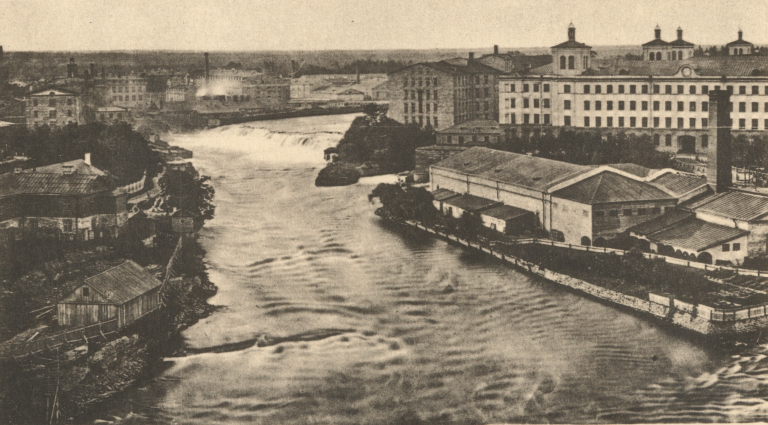
1886
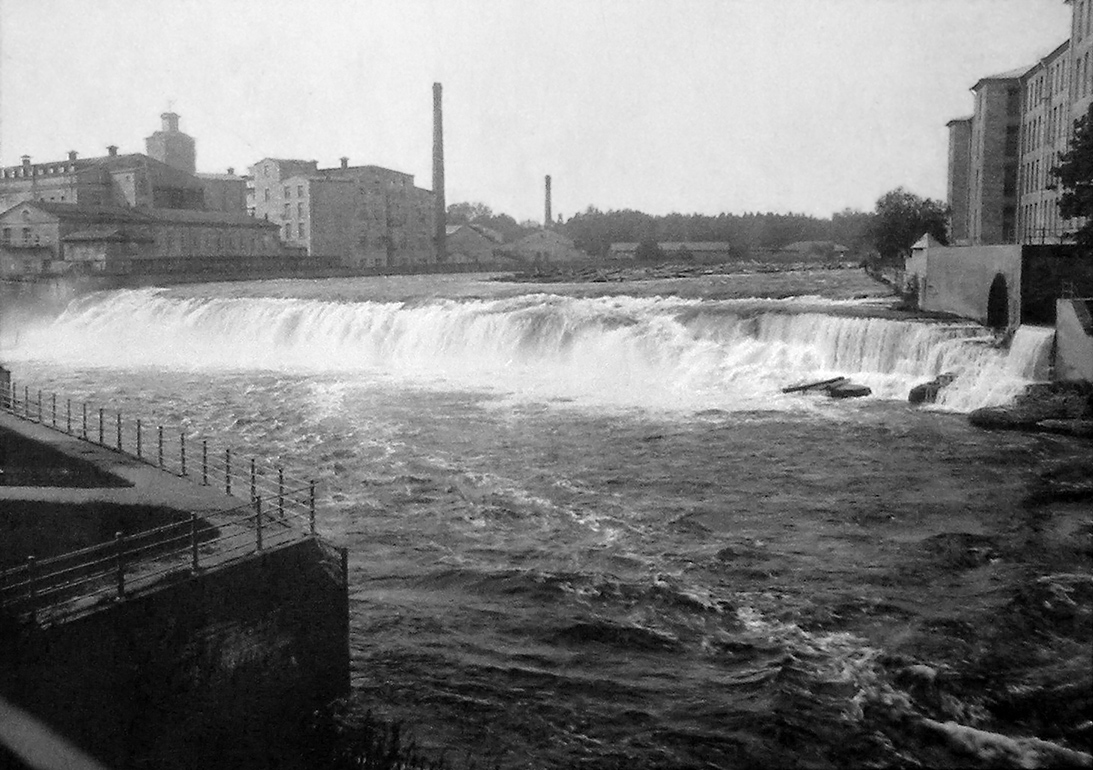
1913
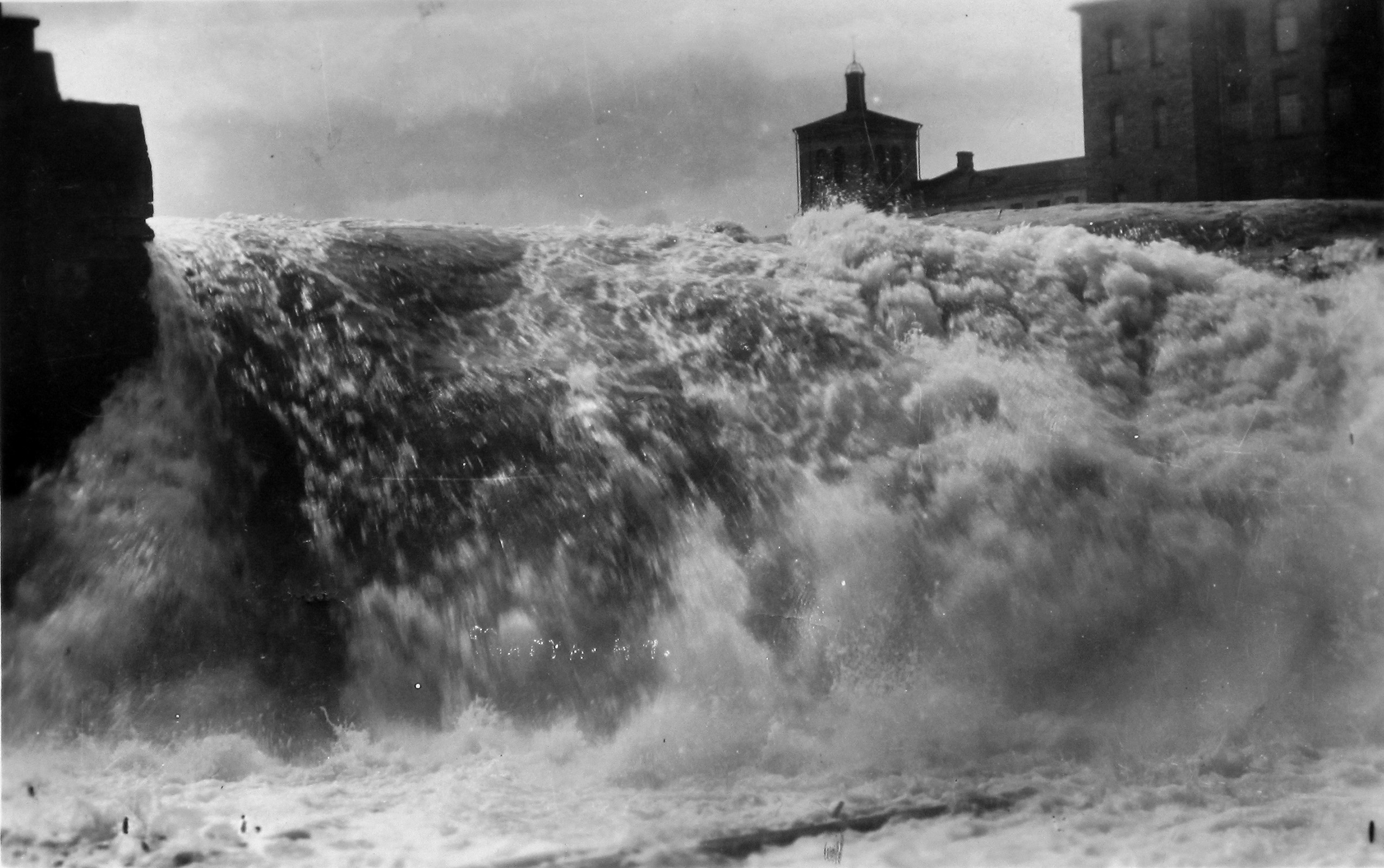
1920 - 1940
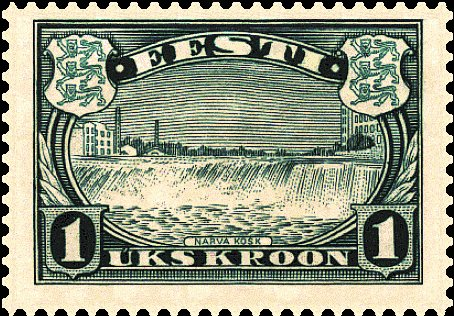
1920 - 1940
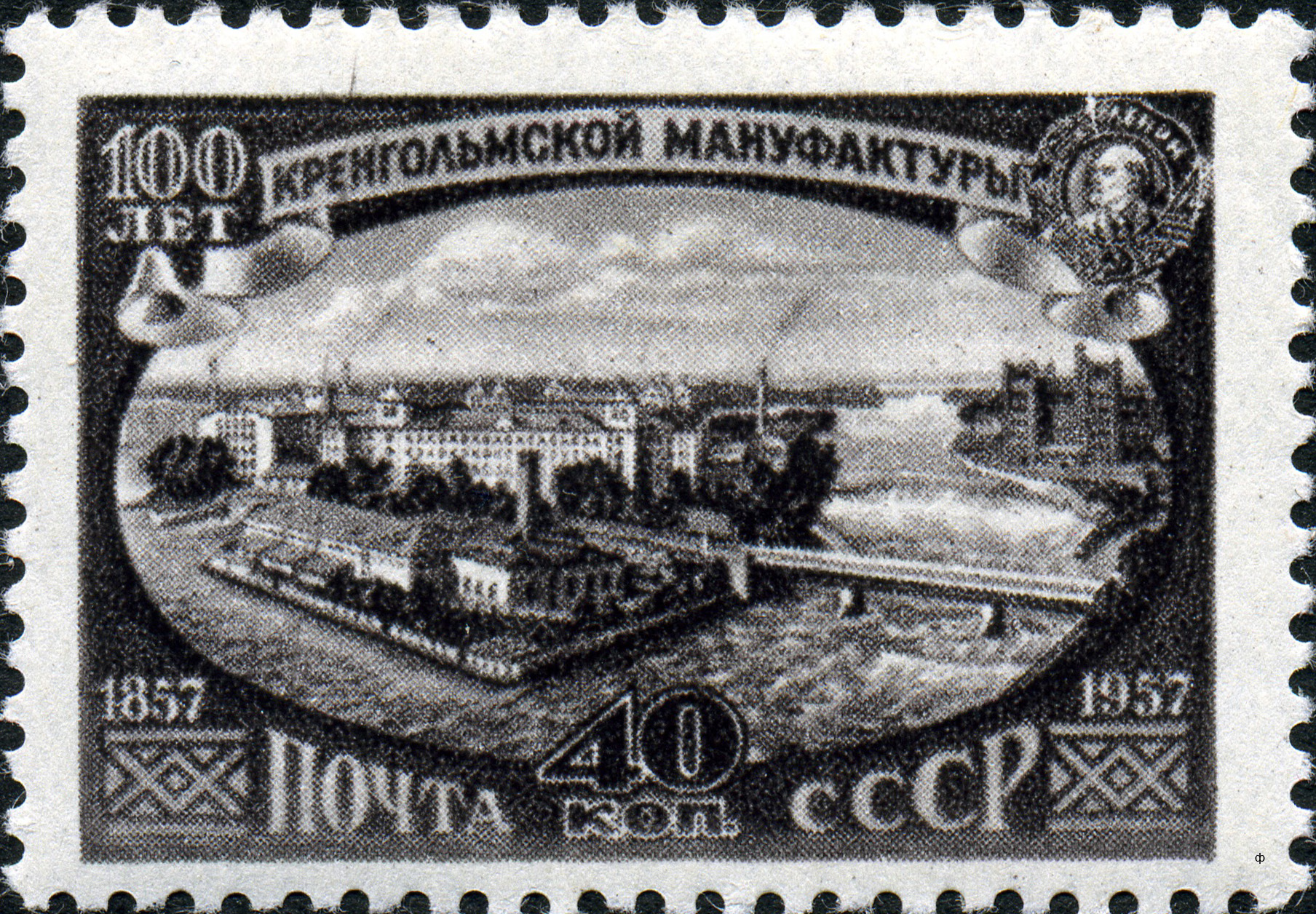
1957

Snímky a kresby od doby výstavby Kreenholmské továrny přes období samostatného Estonska po rané období sovětské vlády. Zobrazení na poštovní známce je vždy projevem významu. Sovětská známka z roku 1957 však již v době tisku byla čerstvou vzpomínkou.

### Narevská vodní elektrárna
Nad vodopády se v roce 1956 začala napouštět přehradní nádrž, vybudovaná pro regulaci průtoku turbínami Narevské vodní elektrárny. Hltnost turbín byla stanovena na 651 m³/s, což při akumulačních schopnostech nádrže znamená spotřebu celého průtoku po většinu roku. Vlivem epizodních povodní se na vodopádech objevuje voda o nahodilém průtoku v nahodilých obdobích. Pravidelně jsou obě koryta řeky přeplněna během jarní povodně z tajícího sněhu, která v průměru kulminuje ve druhé polovině dubna.

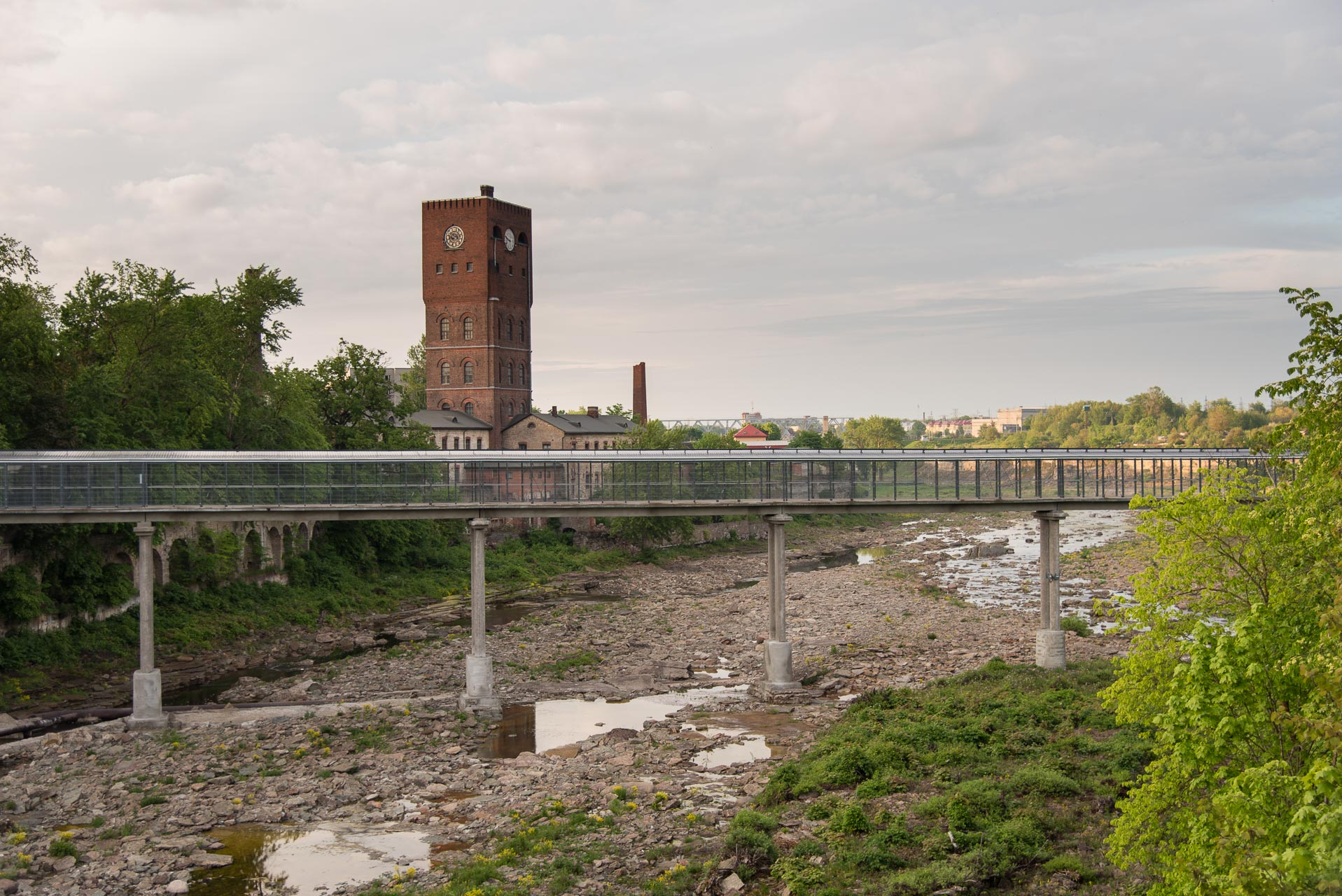
Hraniční přechod v létě
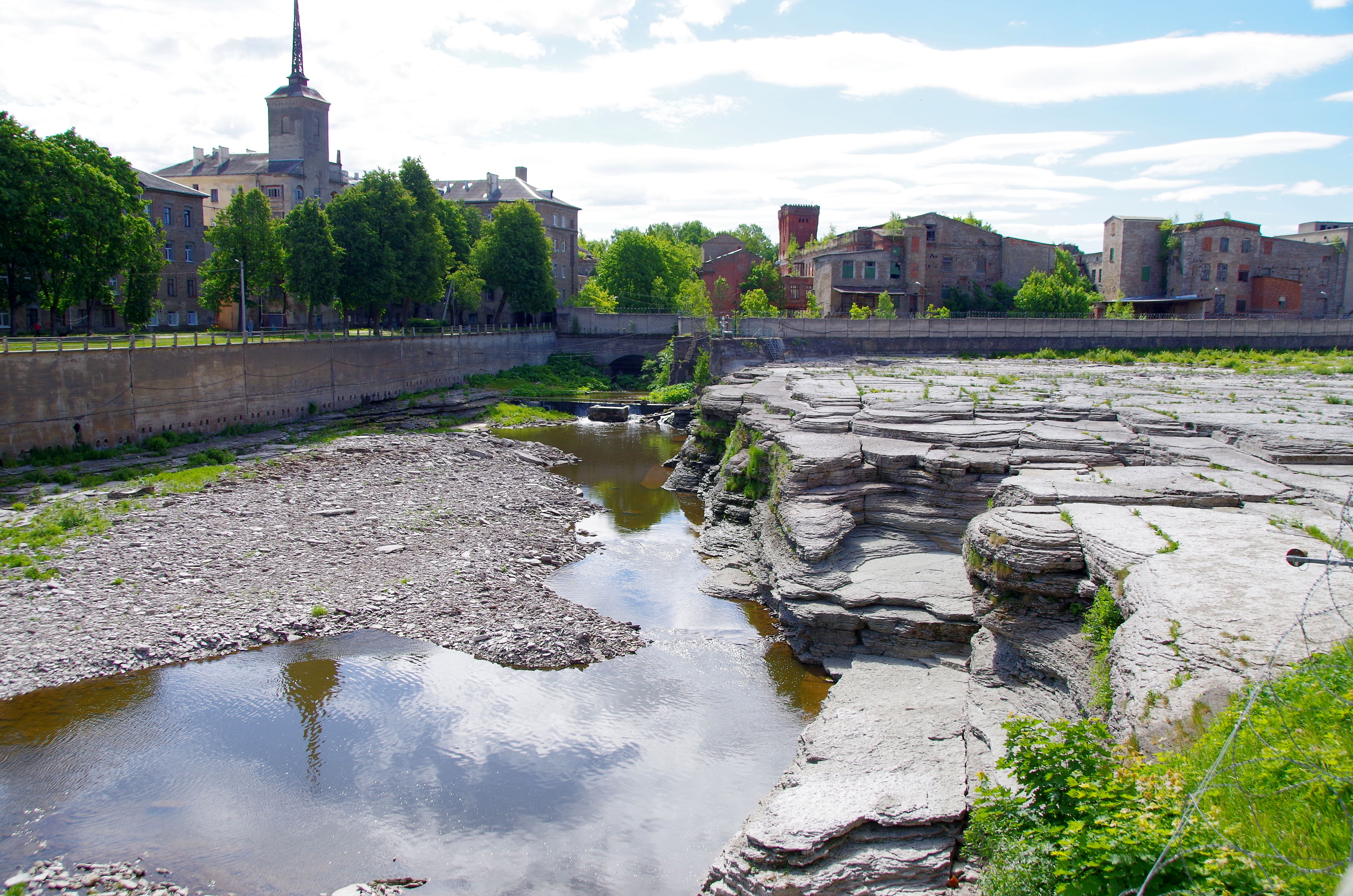
Letní pohled přes ostnaté dráty na východní část
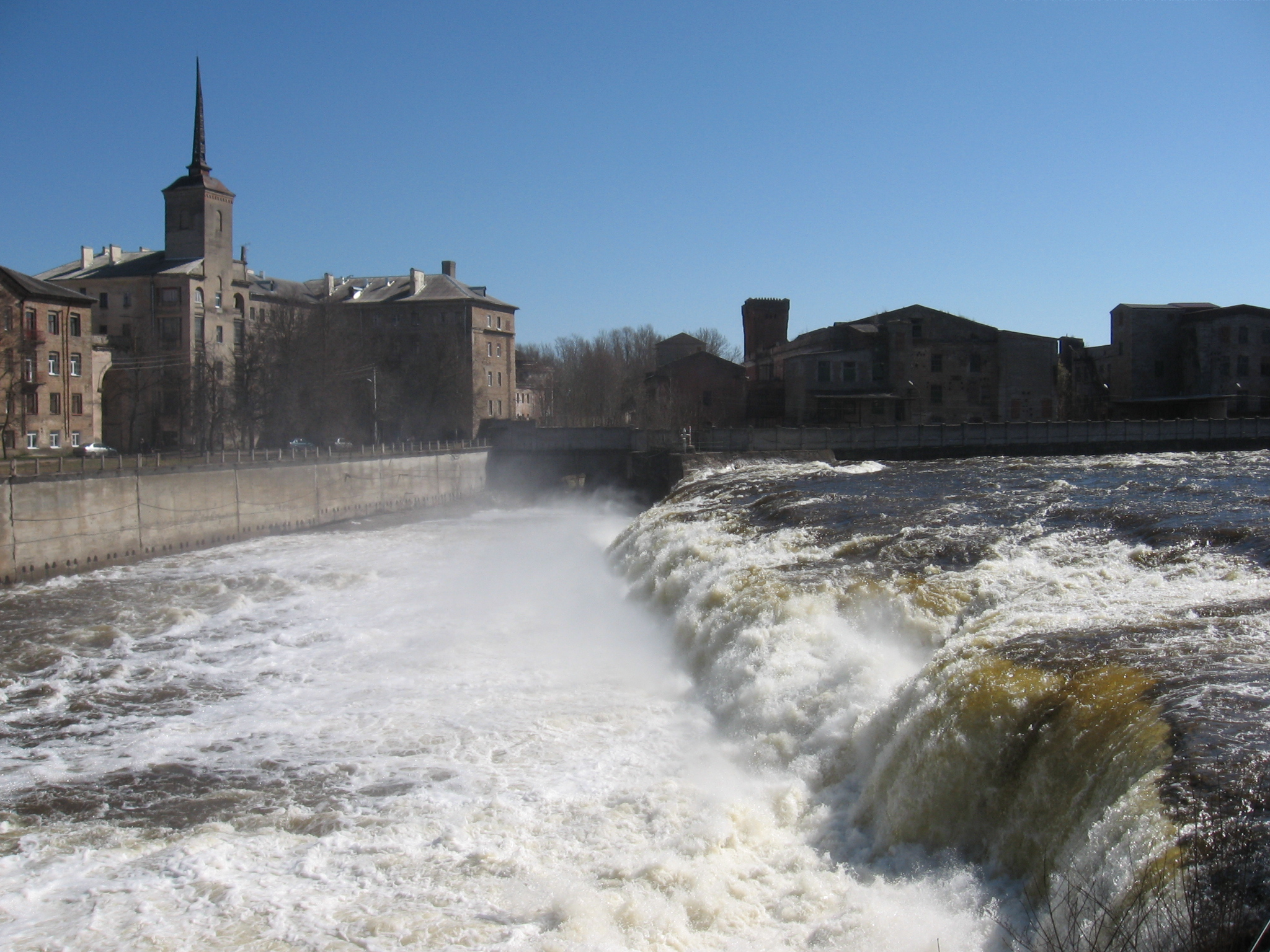
Stejný záběr v dubnu
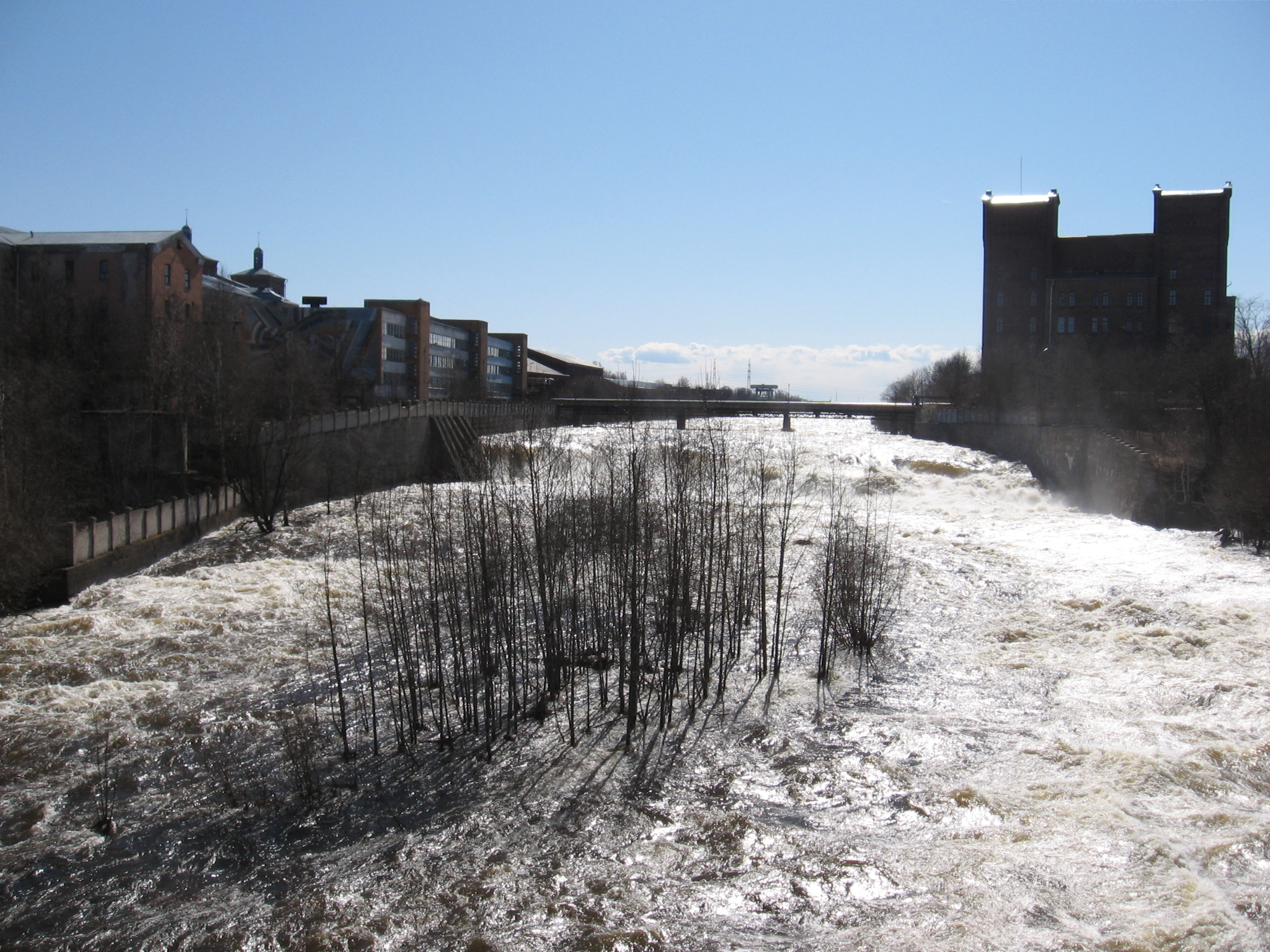
Estonská část v dubnu
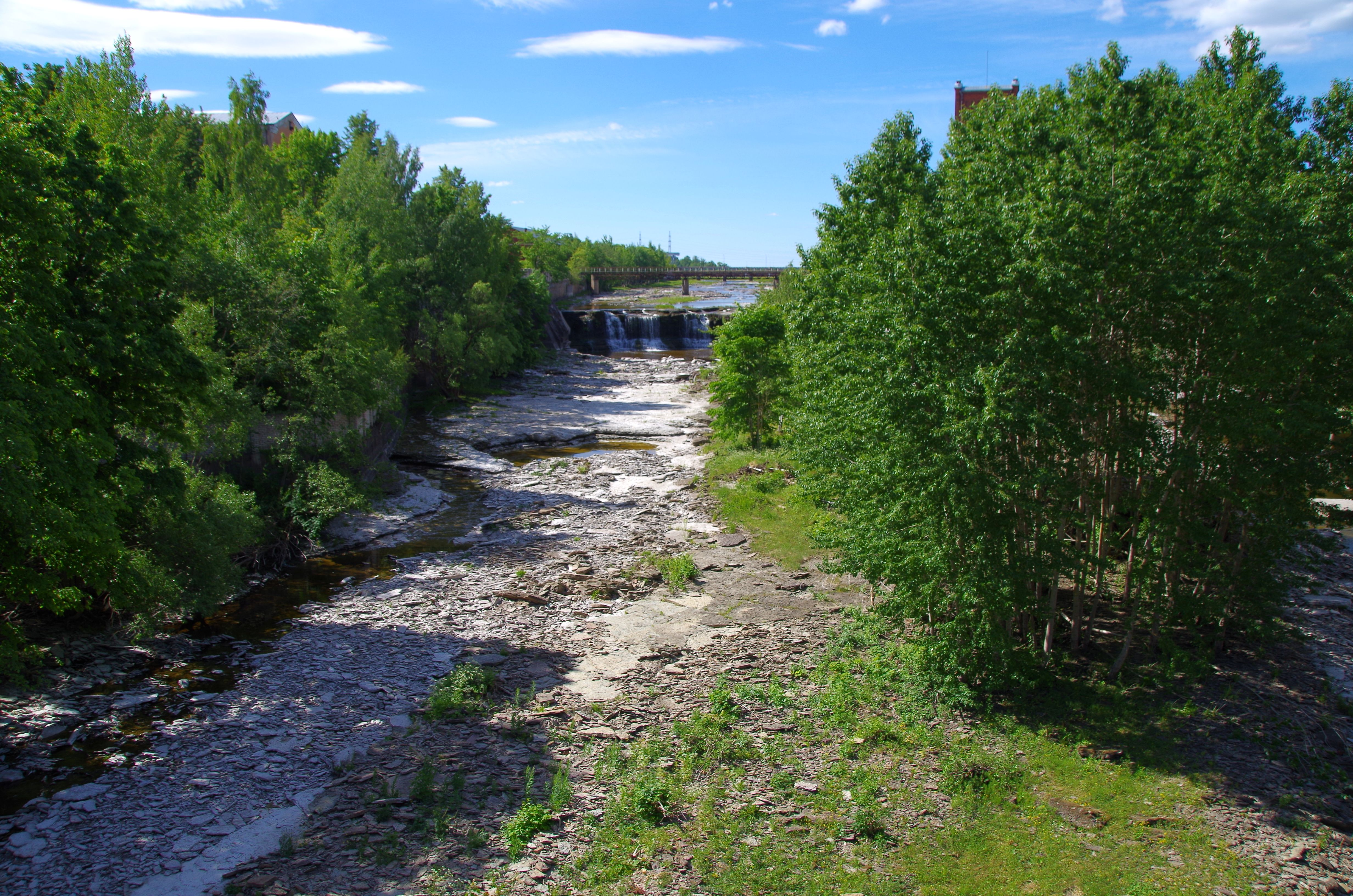
Podobný záběr v letní zeleni
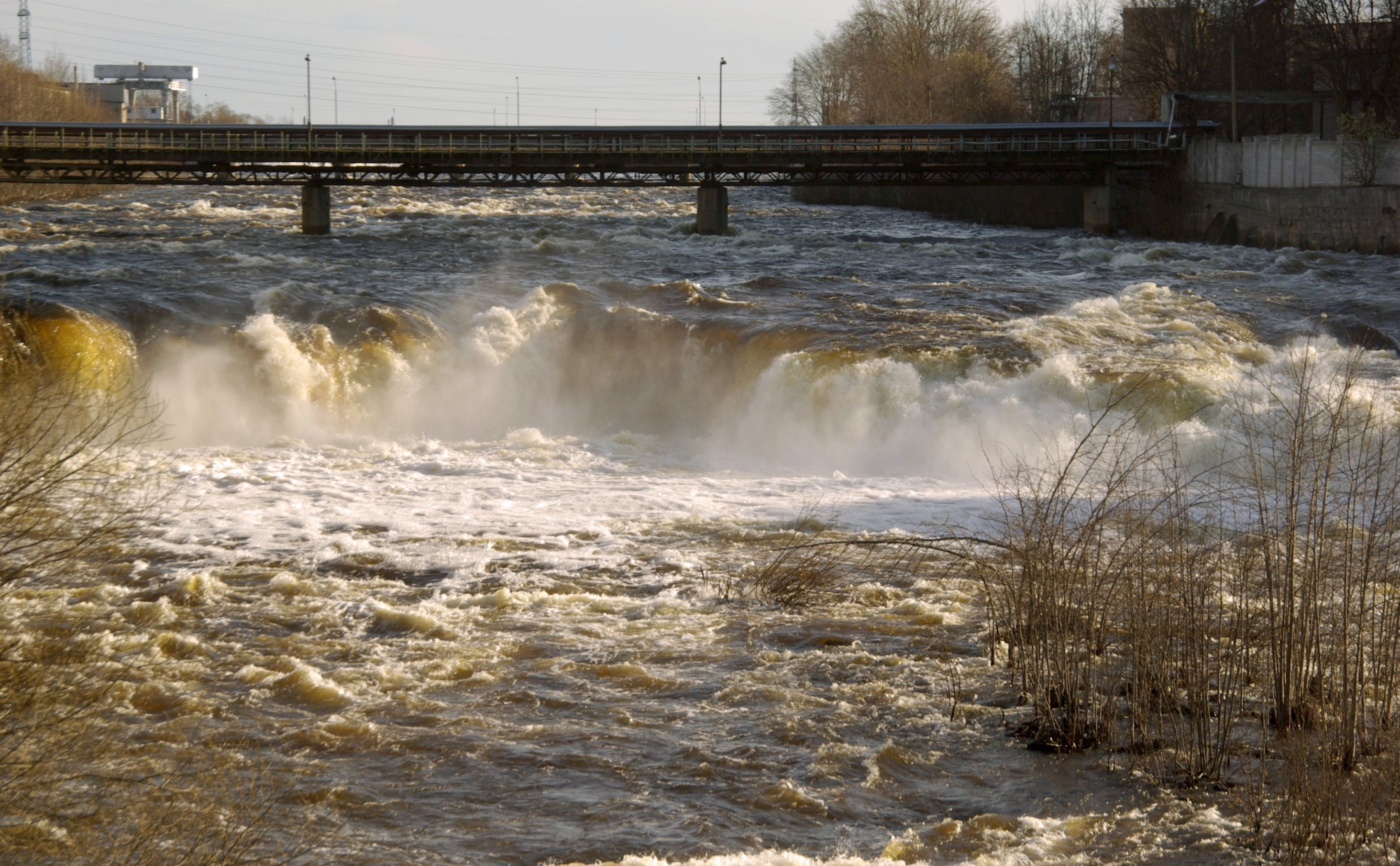
Detail západní části

## Současnost a budoucnost
Po rozpadu Sovětského svazu tvoří řeka Narva hranice mezi Ruskem a Estonskem. Hraniční linie probíhá východním korytem vodopádů a v polovině Narevské přehrady. Z celkového počtu 11 propustí je pět a půl na estonské straně. Plocha estonského povodí řeky Narva je v místech vodopádů zhruba poloviční. Narevská vodní elektrárna a její derivační kanál leží na území Ruska. Z celkové roční výroby kolem 600 milionů kWh platí společnost, provozující vodní dílo, estonské straně daň z pronájmu.

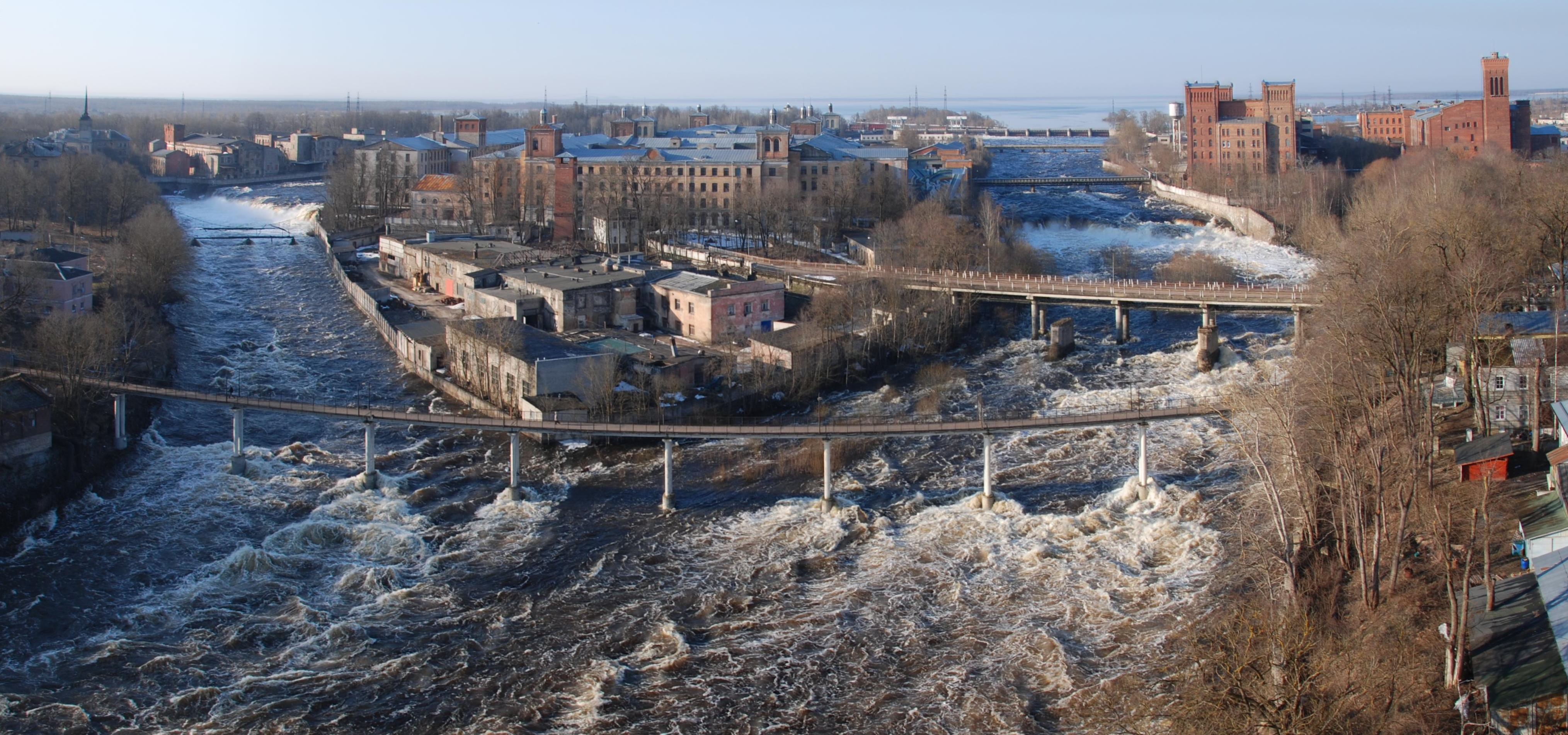
V popředí hraniční přechod, napravo most na ostrov Kreenholn z estonského břehu, v čele ostrova chráněná budova historické manufaktury, v pozadí přelivy přehradní hráze a rozlehlá plocha přehradní nádrže.

V místech, kde v historii proběhlo mnoho významných vojenských střetů, se nalézá hranice mezi členskou zemí NATO a Ruskem. Na obou stranách řeky vyvstává množství názorů a požadavků. V roce 2019 není o budoucnosti Narevských vodopádů rozhodnuto. Jedním z řešení je taková regulace vody, aby po celý rok břehy ostrova s významnou technickou památkou omývala řeka dostatečným průtokem. Narevské vodopády se stále ještě mohou stát turisticky přitažlivými svou jedinečností, připomínající atmosféru zaniklé Mlýnské čtvrti na Niagáře.